# 中华民国第一届国会
中华民国第一届国会，与后来成立的安福国会相对又名旧国会，是指1913年4月8日至1925年4月24日期间间断召开的中华民国第一届国会。国会议员任期長達十三年，因该届国会议员于民国元年（1912年）选举，故俗称“民元国会”；相对于第二届国会（俗称“新国会”）而言，又被称为“老国会”。该届国会的法理依据为《中华民国临时约法》。

## 国会议员选举
1912年底至1913年初，中華民國舉行第一届国会议员选举。国民党在大选中获胜，在参众两院均成为第一大党。

## 改选与议事制度
按照《中华民国国会组织法》的规定，参议员任期6年，每2年改选1/3，改选方法为，在参议员当选时，通过抽签将全体参议员分为三批，依次改选。众议员任期3年，到期全体众议员同时改选。在举行众议员大选时，参议院停会，待新一届众议院成立后再复会。
参众两院各设正、副议长1人。议长对外为一院（参议院或众议院）之代表，对内负责维持该院秩序，整理议事，指挥并监督秘书长及属下各职员。正、副议长的任期，参议院为2年，众议院为3年。
参众两院各设三种委员会：全院委员会、常任委员会、特种委员会。
国会会期为每年4个月，如有必要得延长之。国会决议须两院一致方能成立。两院在议事中的关系为：甲院通过的议案移付乙院。乙院如通过议案，则谘送政府执行，并通知甲院。乙院如否决议案，应将否决之旨通知甲院，甲院不得在同一会期内再次提出。乙院如修正通过议案，应将修正案回付甲院，甲院如同意乙院之修正，则谘达政府，并将同意之旨通知乙院；如不同意乙院之修正，得请求乙院协议，乙院不得拒绝。协议会由甲乙两院各出同等数量的议员组成。甲乙两院对协议会所作决议不得再修正。
国会议事采三读制度。所有财政、法律及重大议案，必须经过三读，否则不得交付最后表决。但因政府要求，议长或议员10人以上提出动议，经全院议员的同意，可以省略三读。

## 第一届国会第一期常会（1913年4月8日－1914年1月10日）

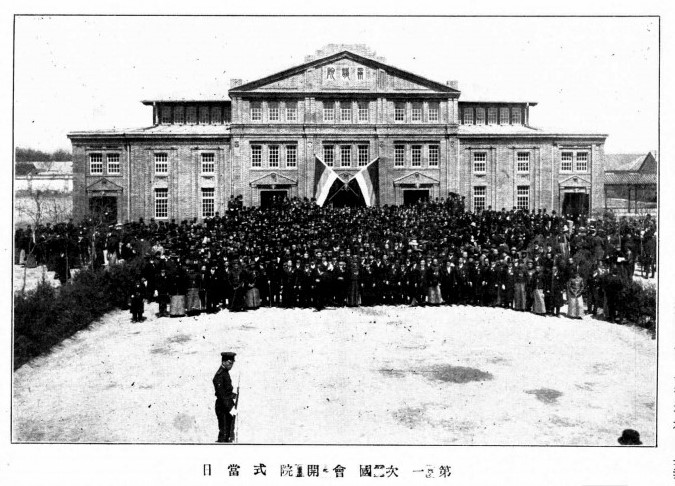
第一次國會開會，载《民国之精华》

1913年4月8日，中华民国第一届国会在北京正式召开，地點在原财政学堂。议员们首先公推议员中年事最高的云南参议员杨琼为临时主席，此后数月内依法舉行议会议长选举，中华民国大总统选举。國會全院委員長林森，参议院议长张继，副议长王正廷，众议院议长汤化龙，副议长陈国祥。9月11日，通过熊希龄内阁名单。10月6日，两院选举袁世凯为中华民国第一届正式大总统。10月7日，选举黎元洪为副总统。10月10日，袁世凯正式宣誓就任正式大总统。
1913年7月，孙中山组织二次革命失败。10月6日，袁世凯经国会选举当选第一任正式大总统。11月4日，袁世凯以“叛乱”罪名下令解散国民党，并開除国民党籍的国会议员，导致国会由于人数不足无法运作而休会，袁世凯另行召集“政治会议”和“约法会议”，取代国会。1914年1月10日，袁世凯正式解散国会。2月28日，袁世凯更下令解散各省议会。5月，根据《中华民国约法》，袁世凯成立参政院，行使立法职能。

## 第一届国会第二期常会（1916年8月1日－1917年6月12日）

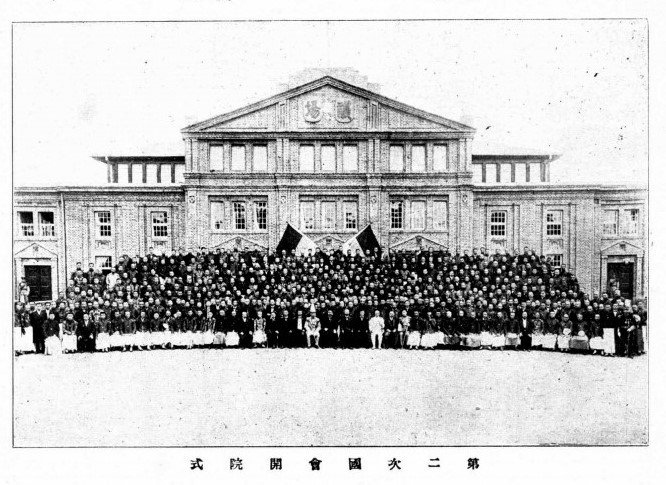
第二次國會開會，载《民国之精华》

1916年6月，大总统袁世凯逝世，副总统黎元洪继任为大总统，于6月29日宣布恢复《中华民国临时约法》和第一届国会。8月1日，两院议员519人举行开会儀式，黎元洪行大总统宣誓礼，第一届国会第一次恢复，此后至1917年第一届国会第二次解散，称为第一届国会第二期常会。相对于第一期常会而言，国会组织并无变化。
1916年10月30日，国会选举冯国璋为副总统。
1917年5月，大总统黎元洪与国务总理段祺瑞在府院之争中，因就中国是否应当在第一次世界大战中对德宣战案产生激烈衝突，段祺瑞内阁主张宣战，而黎元洪表示反对宣战。随后，因国会反对段祺瑞内阁的宣战方针，段祺瑞指使皖系军人包围国会，国会同段祺瑞内阁形成尖锐对立。5月19日，国民党议员褚辅成提出提案，要求先行改组内阁，而后再讨论对德宣战案，该提案获得将近2/3国会议员的赞同。但由于民国元年（1912年）制订的《中华民国临时约法》实行不完全的责任内阁制，未规定国会有不信任投票权，而内阁也没有要求大总统解散国会的权力，所以该提案实际上对内阁并无约束力。黎元洪见此机会，乃于5月23日下令免段祺瑞的国务总理兼陆军总长职，特任伍廷芳暂代国务总理。段祺瑞离开北京赴天津，並指出根據《中華民國臨時約法》，大總統無權撤銷国务總理職務，故不承认黎元洪下达的免职令。
段祺瑞到天津后，联合各省督军共同反对黎元洪。孟恩远、王占元、张怀芝、曹锟、李厚基、赵倜、倪嗣冲、李纯、张作霖、姜桂题、阎锡山、杨增新、田中玉、谭延闿等22人联名通电发出《各督军呈大总统请解散国会文》，称“今日之国会，既不为国家计，是已自绝于人民代表资格，当然不能存在”，要求黎元洪“即将参众两院即日解散，另行组织”。应黎元洪的召令到北京调停府院之争的张勋也以武力迫使黎元洪屈从。黎元洪乃于1917年6月12日发布解散国会令，宣布“本大总统俯顺舆情，深维国本，应即准如该督军等所请，将参众两院即日解散，克期另行选举，以维法治。”
由于《中华民国临时约法》中未规定大总统有解散国会的权力，黎元洪的命令显然违背《中华民国临时约法》。而且，同时解散国会参众两院，而非仅解散众议院而让参议院停会，违背法律规定。由于大总统发布命令应经内阁副署才可有效，而代理国务总理伍廷芳拒绝副署，黎元洪遂免去伍廷芳的职务，并任命步军统领江朝宗暂代国务总理。该任命违反内阁官制，因只有内阁成员才可代理内阁总理，而步军统领并非内阁成员。江朝宗暂代国务总理后，在黎元洪解散国会两院的命令上副署。
黎元洪也知道自己解散国会的命令实属违法。事后他发表声明称：“元洪以约法无解散之明文，未便破坏法律”，“乃各路兵队，逼近京畿”，“元洪筹思再四，法律事实，势难兼顾”，表示“吞声茹痛，内疚神明”。但是后来，张勋复辟结束后，黎元洪又发表通电称，自己解散国会的命令“纵谓法无明文，邻有先例”，认为该命令有效。

## 广州国会非常会议（1917年8月25日－1922年6月）
1917年5月發生府院之争，总理段祺瑞被黎元洪解职，众议院议长汤化龙也随之辞职，吴景濂继任众议院议长。6月黎元洪邀请督军团首领张勋进京调解，张勋逼迫黎元洪于6月13日解散国会。数日后张勋复辟满清帝制并失败，但段祺瑞主張“再造共和”，拒绝恢复国会，重设临时参议院，另行选举第二届国会。
1917年7月，吴景濂、王正廷等响应孙中山护法号召，率领130多名议员南下广州。8月25日，在广州召开国会非常会议。选举吴景濂、褚辅成为正副议长。9月1日，选举孙中山为大元帅，唐继尧、陆荣廷为元帅，开始护法战争。1918年4月10日通过《中华民国军政府组织大纲修正案》交付審议。5月4日，非常国会投票決定改组军政府，大元帅被七总裁代替，孙文即辞去大元帅，离开广州赴上海。
1920年11月，孙中山回到陈炯明控制下的广州。1921年4月，部分国会议员在广州再次召开国会非常会议（议长林森，副议长王正廷），选举孙中山为非常大总统。1922年6月陈炯明发动六一六事变驱逐孙中山。大部分议员也离开广州赴天津。

## 第一届国会第三期常会（1922年8月1日－1924年12月13日）
1922年4月爆发第一次直奉战争，直系曹锟吴佩孚控制北京中央政府，提出“恢复法统”，8月1日重新恢复第一届国会，参议院议长王家襄，副議長王正廷，众议院议长吴景濂，副議長張伯烈，并于1923年10月5日由第一届国会选举曹锟为大总统。
1924年9月15日爆发第二次直奉战争，10月23日冯玉祥发动北京政变。11月30日，段祺瑞临时执政内阁司法部长章士釗令法庭檢舉賄選案。12月13日北京閣議下令取消曹錕憲法，并宣告臨時約法失效，消滅國會機關。

## 上海国会非常会议（1923年，未举行）
1923年6月曹锟發動政变，驱赶大总统黎元洪，之後200多名国会议员抗议曹锟政变，南下上海，在上海召开国会非常会议，因人数不足法定数额，最后失败。

## 北京国会非常会议（1924年11月22日－1925年4月24日）
1924年11月22日，反對曹锟賄選的279名國會議員在北京成立國會非常會議。1925年2月25日，國會非常會議議員開會，主由該會起草國民會議組織法。3月19日國會非常會議第三次宣言，主依據临时約法解決國是，反對召开國民會議。
1925年4月24日，段祺瑞正式下達取消法統命令。長達十三年的中華民國第一屆國會正式終結。4月26日非常國會議員擬在北京集議，反對取消法統，被警察驅散。